# Mike Carey (politico)
Michael Todd Whitaker "Mike" Carey (Sabina, 13 marzo 1971) è un politico statunitense, membro della Camera dei Rappresentanti per lo stato dell'Ohio dal 2021.

## Biografia
Nato e cresciuto a Sabina, 
Carey ha studiato all'Università statale dell'Ohio. Ha servito nell'Army National Guard dal 1989 al 1999. Come studente del college è stato assistente del leader repubblicano del Senato del Ohio.
Successivamente ha lavorato come vicepresidente per l'associazione americana per l'estrazione del carbone. Durante le elezioni presidenziali del 2004 e del 2008 ha fatto una pesante campagna denigratoria verso i candidati democratici.
Politico del Partito Repubblicano, nel 2021 si è candidato nell'elezione suppletiva alla Camera dei Rappresentanti nazionale per il seggio lasciato libero da Steve Stivers, ha ottenuto il supporto dell'ex-presidente Trump e del suo vice Pence. Ha vinto l'elezione a deputato il 2 novembre.

## Vita privata
Mike e sua moglie Meghan hanno 3 figli. Vivono a Columbus.